# Natation aux Jeux africains de 2015
Navigation
2011 2019
Les compétitions de natation aux Jeux africains de 2015 ont lieu du 6 au 11 septembre 2015, au complexe nautique de Kintélé à Brazzaville, en république du Congo.

## Médaillés

### Hommes
| Épreuves               | Or                                                                                      | Argent                                                                              | Bronze                                                                                      |
| Nage libre             | Nage libre                                                                              | Nage libre                                                                          | Nage libre                                                                                  |
| ---------------------- | --------------------------------------------------------------------------------------- | ----------------------------------------------------------------------------------- | ------------------------------------------------------------------------------------------- |
| 50 m                   | Douglas Erasmus 22 s 61                                                                 | Mazen El Kamash 22 s 97                                                             | Clayton Jimmie 22 s 98                                                                      |
| 100 m                  | Clayton Jimmie 49 s 93                                                                  | Mohamed Samy 49 s 97                                                                | Caydon Muller 50 s 28                                                                       |
| 200 m                  | Devon Brown 1 min 47 s 77                                                               | Marwan El Kamash 1 min 48 s 58                                                      | Ahmed Mathlouthi 1 min 49 s 29                                                              |
| 400 m                  | Ahmed Akram 3 min 48 s 06                                                               | Devon Brown 3 min 48 s 69                                                           | Ahmed Mathlouthi 3 min 51 s 47                                                              |
| 800 m                  | Ahmed Akram 7 min 55 s 36                                                               | Marwan El Kamash 7 min 59 s 54                                                      | Devon Brown 7 min 59 s 57                                                                   |
| 1 500 m                | Ahmed Akram 15 min 11 s 68                                                              | Ahmed Mathlouthi 15 min 30 s 35                                                     | Brent Szurdoki 15 min 35 s 48                                                               |
| Dos                    |                                                                                         |                                                                                     |                                                                                             |
| 50 m                   | Mohamed Samy 25 s 71                                                                    | Richard Ellis 25 s 89                                                               | Mohamed Khaled 26 s 16                                                                      |
| 100 m                  | Richard Ellis 55 s 83                                                                   | David de Villiers 55 s 84                                                           | Mohamed Samy 56 s 31                                                                        |
| 200 m                  | Martin Binedell 2 min 2 s 23                                                            | Richard Ellis 2 min 2 s 32                                                          | Mohamed Khaled 2 min 4 s 35                                                                 |
| Brasse                 |                                                                                         |                                                                                     |                                                                                             |
| 50 m                   | Cameron van der Burgh 27 s 18                                                           | Youssef El Kamash 28 s 10                                                           | Wassim Elloumi 28 s 62                                                                      |
| 100 m                  | Cameron van der Burgh 1 min 0 s 19                                                      | Youssef El Kamash 1 min 2 s 42                                                      | Wassim Elloumi 1 min 2 s 79                                                                 |
| 200 m                  | Ayrton Sweeney 2 min 14 s 41                                                            | Wassim Elloumi 2 min 17 s 80                                                        | Youssef El Kamash 2 min 19 s 03                                                             |
| Papillon               |                                                                                         |                                                                                     |                                                                                             |
| 50 m                   | Chad le Clos 23 s 51                                                                    | Omar Eissa 24 s 18                                                                  | Ahmed Bahgat 24 s 94                                                                        |
| 100 m                  | Chad le Clos 51 s 24                                                                    | Omar Eissa 53 s 54                                                                  | Nico Meyer 55 s 26                                                                          |
| 200 m                  | Ahmed Akram 1 min 58 s 87                                                               | Devon Brown 1 min 59 s 28                                                           | Ahmed Hamdy 2 min 1 s 54                                                                    |
| Quatre nages           |                                                                                         |                                                                                     |                                                                                             |
| 200 m                  | Devon Brown 2 min 1 s 71                                                                | Mohamed Khaled 2 min 2 s 38                                                         | Ayrton Sweeney 2 min 4 s 22                                                                 |
| 400 m                  | Ayrton Sweeney 4 min 21 s 83                                                            | Pedro Pinotes 4 min 23 s 12                                                         | Ahmed Hamdy 4 min 23 s 87                                                                   |
| Relais                 |                                                                                         |                                                                                     |                                                                                             |
| 4 × 100 m nage libre   | Afrique du Sud Douglas Erasmus Clayton Jimmie Calvyn Justus Caydon Muller 3 min 19 s 69 | Égypte Omar Eissa Mohamed Khaled Marwan El Kamash Mohamed Samy 3 min 20 s 22        | Algérie Badis Djendouci Nazim Belkhodja Riyad Djendouci Lyes Abdelghani Nefsi 3 min 26 s 16 |
| 4 × 200 m nage libre   | Afrique du Sud Brent Szurdoki Calvyn Justus Devon Brown Chad le Clos 7 min 18 s 62      | Égypte Marwan El Amrawy Mohamed Samy Ahmed Akram Marwan El Kamash 7 min 20 s 65     | Tunisie Mohamed Lagili Mohamed Ali Chaouachi Wassim Elloumi Ahmed Mathlouthi 7 min 45 s 06  |
| 4 × 100 m quatre nages | Égypte Mohamed Khaled Youssef El Kamash Omar Eissa Mohamed Samy 3 min 42 s 44           | Afrique du Sud Richard Ellis Ayrton Sweeney Nico Meyer Clayton Jimmie 3 min 42 s 85 | Tunisie Ahmed Mathlouthi Wassim Elloumi Mohamed Lagili Mohamed Ali Chaouachi 3 min 52 s 00  |

### Femmes
| Épreuves               | Or                                                                                                 | Argent                                                                    | Bronze                                                                                                |
| Nage libre             | Nage libre                                                                                         | Nage libre                                                                | Nage libre                                                                                            |
| ---------------------- | -------------------------------------------------------------------------------------------------- | ------------------------------------------------------------------------- | --- |
| 50 m                   | Farida Osman 25 s 12                                                                               | Karin Prinsloo 25 s 79                                                    | Rowan El Badry 26 s 04                                                                                |
| 100 m                  | Farida Osman 55 s 41                                                                               | Karin Prinsloo 55 s 69                                                    | Rowan El Badry 57 s 03                                                                                |
| 200 m                  | Karin Prinsloo 2 min 0 s 14                                                                        | Marlies Ross 2 min 2 s 61                                                 | Majda Chebaraka 2 min 2 s 63                                                                          |
| 400 m                  | Karin Prinsloo 4 min 18 s 86                                                                       | Majda Chebaraka 4 min 19 s 24                                             | Marlies Ross 4 min 19 s 43                                                                            |
| 800 m                  | Majda Chebaraka 8 min 58 s 53                                                                      | Charlise Oberholzer 9 min 0 s 15                                          | Roaia Mashaly 9 min 7 s 94                                                                            |
| 1 500 m                | Majda Chebaraka 17 min 7 s 82                                                                      | Charlise Oberholzer 17 min 11 s 34                                        | Souad Nafissa Cherouati 17 min 18 s 35                                                                |
| Dos                    | |                                                                           | |
| 50 m                   | Jessica Ashley-Cooper 29 s 05                                                                      | Naomi Ruele 29 s 70                                                       | Alexus Laird 30 s 07                                                                                  |
| 100 m                  | Kirsty Coventry 1 min 1 s 15                                                                       | Karin Prinsloo 1 min 2 s 53                                               | Jessica Ashley-Cooper 1 min 3 s 32                                                                    |
| 200 m                  | Kirsty Coventry 2 min 13 s 29                                                                      | Karin Prinsloo 2 min 14 s 31                                              | Rim Ouenniche 2 min 20 s 16                                                                           |
| Brasse                 | |                                                                           | |
| 50 m                   | Tatjana Schoenmaker 32 s 49                                                                        | Mai Atef 32 s 58                                                          | Daniela Lindemeier 32 s 69                                                                            |
| 100 m                  | Tatjana Schoenmaker 1 min 9 s 47                                                                   | Mai Atef 1 min 11 s 07                                                    | Daniela Lindemeier 1 min 11 s 31                                                                      |
| 200 m                  | Tatjana Schoenmaker 2 min 28 s 84                                                                  | Kelly Gunnell 2 min 31 s 52                                               | Daniela Lindemeier 2 min 34 s 23                                                                      |
| Papillon               | |                                                                           | |
| 50 m                   | Farida Osman 26 s 31                                                                               | Vanessa Mohr 26 s 39                                                      | Jessica Ashley-Cooper 27 s 02                                                                         |
| 100 m                  | Farida Osman 58 s 83                                                                               | Vanessa Mohr 1 min 0 s 26                                                 | Rita Naudé 1 min 3 s 86                                                                               |
| 200 m                  | Rene Warnes 2 min 16 s 40                                                                          | Rowida Hesham 2 min 17 s 80                                               | Mariam Sakr 2 min 20 s 49                                                                             |
| Quatre nages           | |                                                                           | |
| 200 m                  | Kirsty Coventry 2 min 16 s 05                                                                      | Marlies Ross 2 min 17 s 57                                                | Rene Warnes 2 min 18 s 98                                                                             |
| 400 m                  | Hamida Rania Nefsi 4 min 56 s 75                                                                   | Souad Nafissa Cherouati 4 min 57 s 30                                     | Rowida Hesham 4 min 58 s 88                                                                           |
| Relais                 | |                                                                           | |
| 4 × 100 m nage libre   | Afrique du Sud Marlies Ross Jessica Ashley-Cooper Vanessa Mohr Karin Prinsloo 3 min 49 s 04        | Égypte Rowan El Badry Salma Saber Mai Atef Farida Osman 3 min 50 s 30     | Tunisie Rim Ouenniche Farah Ben Khelil Asma Ben Boukhatem Asma Sammoud 3 min 59 s 55                  |
| 4 × 200 m nage libre   | Afrique du Sud Rene Warnes Marlies Ross Charlise Oberholzer Karin Prinsloo 8 min 20 s 28           | Égypte Roaia Mashaly Salma Saber Mariam Sakr Rowan El Badry 8 min 30 s 84 | Algérie Majda Chebaraka Hamida Rania Nefsi Souad Nafissa Cherouati Hannah Taleb-Bendiab 8 min 35 s 11 |
| 4 × 100 m quatre nages | Afrique du Sud Jessica Ashley-Cooper Tatjana Schoenmaker Vanessa Mohr Karin Prinsloo 4 min 12 s 36 | Égypte Mariam Sakr Mai Atef Farida Osman Rowan El Badry 4 min 15 s 18     | Tunisie Rim Ouenniche Farah Ben Khelil Asma Sammoud Asma Ben Boukhatem 4 min 29 s 64                  |

### Mixte
| Épreuves               | Or                                                                                   | Argent                                                                                     | Bronze                                                                                        |
| Relais                 | Relais                                                                               | Relais                                                                                     | Relais                                                                                        |
| ---------------------- | ------------------------------------------------------------------------------------ | ------------------------------------------------------------------------------------------ | --------------------------------------------------------------------------------------------- |
| 4 × 100 m nage libre   | Afrique du Sud Chad le Clos Clayton Jimmie Marlies Ross Karin Prinsloo 3 min 31 s 56 | Égypte Rowan El Badry Mohamed Khaled Farida Osman Mohamed Samy 3 min 32 s 52               | Algérie Nazim Belkhodja Souad Nafissa Cherouati Badis Djendouci Majda Chebaraka 3 min 49 s 04 |
| 4 × 100 m quatre nages | Égypte Mohamed Samy Youssef El Kamash Farida Osman Rowan El Badry 3 min 56 s 04      | Afrique du Sud Jessica Ashley-Cooper Alaric Basson Nico Meyer Karin Prinsloo 3 min 56 s 27 | Zimbabwe Kirsty Coventry James Lawson Tarryn Rennie Sean Gunn (50 s 68) 4 min 0 s 78          |

## Tableau des médailles
| Rang | Nation         | Or | Argent | Bronze | Total |
| ---- | -------------- | -- | ------ | ------ | ----- |
| 1    | Afrique du Sud | 25 | 18     | 11     | 54    |
| 2    | Égypte         | 11 | 18     | 12     | 41    |
| 3    | Algérie        | 3  | 2      | 5      | 10    |
| 4    | Zimbabwe       | 3  | 0      | 1      | 4     |
| 5    | Tunisie        | 0  | 2      | 9      | 11    |
| 6    | Angola         | 0  | 1      | 0      | 1     |
| 6    | Botswana       | 0  | 1      | 0      | 1     |
| 8    | Namibie        | 0  | 0      | 3      | 3     |
| 9    | Seychelles     | 0  | 0      | 1      | 1     |
|      | Total          | 42 | 42     | 42     | 126   |